# Unicodeblock Siddham
Der Unicodeblock Siddham (U+11580 bis U+115FF) enthält die Zeichen der Siddham-Schrift.

## Liste
| Unicodenummer   | Zeichen (400 %) | Kategorie                               | Bidirektionale Klasse       | Offizielle Bezeichnung        | Beschreibung                        |
| --------------- | --------------- | --------------------------------------- | --------------------------- | ----------------------------- | ----------------------------------- |
| U+11580 (71040) | 𑖀               | anderer Buchstabe, Silbe oder Ideogramm | links nach rechts           | SIDDHAM LETTER A              | Siddham-Buchstabe A                 |
| U+11581 (71041) | 𑖁               | anderer Buchstabe, Silbe oder Ideogramm | links nach rechts           | SIDDHAM LETTER AA             | Siddham-Buchstabe Aa                |
| U+11582 (71042) | 𑖂               | anderer Buchstabe, Silbe oder Ideogramm | links nach rechts           | SIDDHAM LETTER I              | Siddham-Buchstabe I                 |
| U+11583 (71043) | 𑖃               | anderer Buchstabe, Silbe oder Ideogramm | links nach rechts           | SIDDHAM LETTER II             | Siddham-Buchstabe Ii                |
| U+11584 (71044) | 𑖄               | anderer Buchstabe, Silbe oder Ideogramm | links nach rechts           | SIDDHAM LETTER U              | Siddham-Buchstabe U                 |
| U+11585 (71045) | 𑖅               | anderer Buchstabe, Silbe oder Ideogramm | links nach rechts           | SIDDHAM LETTER UU             | Siddham-Buchstabe Uu                |
| U+11586 (71046) | 𑖆               | anderer Buchstabe, Silbe oder Ideogramm | links nach rechts           | SIDDHAM LETTER VOCALIC R      | Siddham-Buchstabe Vokalisches R     |
| U+11587 (71047) | 𑖇               | anderer Buchstabe, Silbe oder Ideogramm | links nach rechts           | SIDDHAM LETTER VOCALIC RR     | Siddham-Buchstabe Vokalisches Rr    |
| U+11588 (71048) | 𑖈               | anderer Buchstabe, Silbe oder Ideogramm | links nach rechts           | SIDDHAM LETTER VOCALIC L      | Siddham-Buchstabe Vokalisches L     |
| U+11589 (71049) | 𑖉               | anderer Buchstabe, Silbe oder Ideogramm | links nach rechts           | SIDDHAM LETTER VOCALIC LL     | Siddham-Buchstabe Vokalisches Ll    |
| U+1158A (71050) | 𑖊               | anderer Buchstabe, Silbe oder Ideogramm | links nach rechts           | SIDDHAM LETTER E              | Siddham-Buchstabe E                 |
| U+1158B (71051) | 𑖋               | anderer Buchstabe, Silbe oder Ideogramm | links nach rechts           | SIDDHAM LETTER AI             | Siddham-Buchstabe Ai                |
| U+1158C (71052) | 𑖌               | anderer Buchstabe, Silbe oder Ideogramm | links nach rechts           | SIDDHAM LETTER O              | Siddham-Buchstabe O                 |
| U+1158D (71053) | 𑖍               | anderer Buchstabe, Silbe oder Ideogramm | links nach rechts           | SIDDHAM LETTER AU             | Siddham-Buchstabe Au                |
| U+1158E (71054) | 𑖎               | anderer Buchstabe, Silbe oder Ideogramm | links nach rechts           | SIDDHAM LETTER KA             | Siddham-Buchstabe Ka                |
| U+1158F (71055) | 𑖏               | anderer Buchstabe, Silbe oder Ideogramm | links nach rechts           | SIDDHAM LETTER KHA            | Siddham-Buchstabe Kha               |
| U+11590 (71056) | 𑖐               | anderer Buchstabe, Silbe oder Ideogramm | links nach rechts           | SIDDHAM LETTER GA             | Siddham-Buchstabe Ga                |
| U+11591 (71057) | 𑖑               | anderer Buchstabe, Silbe oder Ideogramm | links nach rechts           | SIDDHAM LETTER GHA            | Siddham-Buchstabe Gha               |
| U+11592 (71058) | 𑖒               | anderer Buchstabe, Silbe oder Ideogramm | links nach rechts           | SIDDHAM LETTER NGA            | Siddham-Buchstabe Nga               |
| U+11593 (71059) | 𑖓               | anderer Buchstabe, Silbe oder Ideogramm | links nach rechts           | SIDDHAM LETTER CA             | Siddham-Buchstabe Ca                |
| U+11594 (71060) | 𑖔               | anderer Buchstabe, Silbe oder Ideogramm | links nach rechts           | SIDDHAM LETTER CHA            | Siddham-Buchstabe Cha               |
| U+11595 (71061) | 𑖕               | anderer Buchstabe, Silbe oder Ideogramm | links nach rechts           | SIDDHAM LETTER JA             | Siddham-Buchstabe Ja                |
| U+11596 (71062) | 𑖖               | anderer Buchstabe, Silbe oder Ideogramm | links nach rechts           | SIDDHAM LETTER JHA            | Siddham-Buchstabe Jha               |
| U+11597 (71063) | 𑖗               | anderer Buchstabe, Silbe oder Ideogramm | links nach rechts           | SIDDHAM LETTER NYA            | Siddham-Buchstabe Nya               |
| U+11598 (71064) | 𑖘               | anderer Buchstabe, Silbe oder Ideogramm | links nach rechts           | SIDDHAM LETTER TTA            | Siddham-Buchstabe Tta               |
| U+11599 (71065) | 𑖙               | anderer Buchstabe, Silbe oder Ideogramm | links nach rechts           | SIDDHAM LETTER TTHA           | Siddham-Buchstabe Ttha              |
| U+1159A (71066) | 𑖚               | anderer Buchstabe, Silbe oder Ideogramm | links nach rechts           | SIDDHAM LETTER DDA            | Siddham-Buchstabe Dda               |
| U+1159B (71067) | 𑖛               | anderer Buchstabe, Silbe oder Ideogramm | links nach rechts           | SIDDHAM LETTER DDHA           | Siddham-Buchstabe Ddha              |
| U+1159C (71068) | 𑖜               | anderer Buchstabe, Silbe oder Ideogramm | links nach rechts           | SIDDHAM LETTER NNA            | Siddham-Buchstabe Nna               |
| U+1159D (71069) | 𑖝               | anderer Buchstabe, Silbe oder Ideogramm | links nach rechts           | SIDDHAM LETTER TA             | Siddham-Buchstabe Ta                |
| U+1159E (71070) | 𑖞               | anderer Buchstabe, Silbe oder Ideogramm | links nach rechts           | SIDDHAM LETTER THA            | Siddham-Buchstabe Tha               |
| U+1159F (71071) | 𑖟               | anderer Buchstabe, Silbe oder Ideogramm | links nach rechts           | SIDDHAM LETTER DA             | Siddham-Buchstabe Da                |
| U+115A0 (71072) | 𑖠               | anderer Buchstabe, Silbe oder Ideogramm | links nach rechts           | SIDDHAM LETTER DHA            | Siddham-Buchstabe Dha               |
| U+115A1 (71073) | 𑖡               | anderer Buchstabe, Silbe oder Ideogramm | links nach rechts           | SIDDHAM LETTER NA             | Siddham-Buchstabe Na                |
| U+115A2 (71074) | 𑖢               | anderer Buchstabe, Silbe oder Ideogramm | links nach rechts           | SIDDHAM LETTER PA             | Siddham-Buchstabe Pa                |
| U+115A3 (71075) | 𑖣               | anderer Buchstabe, Silbe oder Ideogramm | links nach rechts           | SIDDHAM LETTER PHA            | Siddham-Buchstabe Pha               |
| U+115A4 (71076) | 𑖤               | anderer Buchstabe, Silbe oder Ideogramm | links nach rechts           | SIDDHAM LETTER BA             | Siddham-Buchstabe Ba                |
| U+115A5 (71077) | 𑖥               | anderer Buchstabe, Silbe oder Ideogramm | links nach rechts           | SIDDHAM LETTER BHA            | Siddham-Buchstabe Bha               |
| U+115A6 (71078) | 𑖦               | anderer Buchstabe, Silbe oder Ideogramm | links nach rechts           | SIDDHAM LETTER MA             | Siddham-Buchstabe Ma                |
| U+115A7 (71079) | 𑖧               | anderer Buchstabe, Silbe oder Ideogramm | links nach rechts           | SIDDHAM LETTER YA             | Siddham-Buchstabe Ya                |
| U+115A8 (71080) | 𑖨               | anderer Buchstabe, Silbe oder Ideogramm | links nach rechts           | SIDDHAM LETTER RA             | Siddham-Buchstabe Ra                |
| U+115A9 (71081) | 𑖩               | anderer Buchstabe, Silbe oder Ideogramm | links nach rechts           | SIDDHAM LETTER LA             | Siddham-Buchstabe La                |
| U+115AA (71082) | 𑖪               | anderer Buchstabe, Silbe oder Ideogramm | links nach rechts           | SIDDHAM LETTER VA             | Siddham-Buchstabe Va                |
| U+115AB (71083) | 𑖫               | anderer Buchstabe, Silbe oder Ideogramm | links nach rechts           | SIDDHAM LETTER SHA            | Siddham-Buchstabe Sha               |
| U+115AC (71084) | 𑖬               | anderer Buchstabe, Silbe oder Ideogramm | links nach rechts           | SIDDHAM LETTER SSA            | Siddham-Buchstabe Ssa               |
| U+115AD (71085) | 𑖭               | anderer Buchstabe, Silbe oder Ideogramm | links nach rechts           | SIDDHAM LETTER SA             | Siddham-Buchstabe Sa                |
| U+115AE (71086) | 𑖮               | anderer Buchstabe, Silbe oder Ideogramm | links nach rechts           | SIDDHAM LETTER HA             | Siddham-Buchstabe Ha                |
| U+115AF (71087) | 𑖯                | Markierung mit Extrabreite              | links nach rechts           | SIDDHAM VOWEL SIGN AA         | Siddham-Vokalzeichen Aa             |
| U+115B0 (71088) | 𑖰                | Markierung mit Extrabreite              | links nach rechts           | SIDDHAM VOWEL SIGN I          | Siddham-Vokalzeichen I              |
| U+115B1 (71089) | 𑖱                | Markierung mit Extrabreite              | links nach rechts           | SIDDHAM VOWEL SIGN II         | Siddham-Vokalzeichen Ii             |
| U+115B2 (71090) | 𑖲                | Markierung ohne Extrabreite             | Markierung ohne Extrabreite | SIDDHAM VOWEL SIGN U          | Siddham-Vokalzeichen U              |
| U+115B3 (71091) | 𑖳                | Markierung ohne Extrabreite             | Markierung ohne Extrabreite | SIDDHAM VOWEL SIGN UU         | Siddham-Vokalzeichen Uu             |
| U+115B4 (71092) | 𑖴                | Markierung ohne Extrabreite             | Markierung ohne Extrabreite | SIDDHAM VOWEL SIGN VOCALIC R  | Siddham-Vokalzeichen Vokalisches R  |
| U+115B5 (71093) | 𑖵                | Markierung ohne Extrabreite             | Markierung ohne Extrabreite | SIDDHAM VOWEL SIGN VOCALIC RR | Siddham-Vokalzeichen Vokalisches Rr |
| U+115B8 (71096) | 𑖸                | Markierung mit Extrabreite              | links nach rechts           | SIDDHAM VOWEL SIGN E          | Siddham-Vokalzeichen E              |
| U+115B9 (71097) | 𑖹                | Markierung mit Extrabreite              | links nach rechts           | SIDDHAM VOWEL SIGN AI         | Siddham-Vokalzeichen Ai             |
| U+115BA (71098) | 𑖺                | Markierung mit Extrabreite              | links nach rechts           | SIDDHAM VOWEL SIGN O          | Siddham-Vokalzeichen O              |
| U+115BB (71099) | 𑖻                | Markierung mit Extrabreite              | links nach rechts           | SIDDHAM VOWEL SIGN AU         | Siddham-Vokalzeichen Au             |
| U+115BC (71100) | 𑖼                | Markierung ohne Extrabreite             | Markierung ohne Extrabreite | SIDDHAM SIGN CANDRABINDU      | Siddham-Zeichen Candrabindu         |
| U+115BD (71101) | 𑖽                | Markierung ohne Extrabreite             | Markierung ohne Extrabreite | SIDDHAM SIGN ANUSVARA         | Siddham-Zeichen Anusvara            |
| U+115BE (71102) | 𑖾                | Markierung mit Extrabreite              | links nach rechts           | SIDDHAM SIGN VISARGA          | Siddham-Zeichen Visarga             |
| U+115BF (71103) | 𑖿                | Markierung ohne Extrabreite             | Markierung ohne Extrabreite | SIDDHAM SIGN VIRAMA           | Siddham-Zeichen Virama              |
| U+115C0 (71104) | 𑗀                | Markierung ohne Extrabreite             | Markierung ohne Extrabreite | SIDDHAM SIGN NUKTA            | Siddham-Zeichen Nukta               |
| U+115C1 (71105) | 𑗁               | andere Interpunktion                    | links nach rechts           | SIDDHAM SIGN SIDDHAM          | Siddham-Zeichen Siddham             |
| U+115C2 (71106) | 𑗂               | andere Interpunktion                    | links nach rechts           | SIDDHAM DANDA                 | Siddham-Danda                       |
| U+115C3 (71107) | 𑗃               | andere Interpunktion                    | links nach rechts           | SIDDHAM DOUBLE DANDA          | Siddham-Doppeldanda                 |
| U+115C4 (71108) | 𑗄               | andere Interpunktion                    | links nach rechts           | SIDDHAM SEPARATOR DOT         | Siddham-Trennpunkt                  |
| U+115C5 (71109) | 𑗅               | andere Interpunktion                    | links nach rechts           | SIDDHAM SEPARATOR BAR         | Siddham-Trennstrich                 |
| U+115C6 (71110) | 𑗆               | andere Interpunktion                    | links nach rechts           | SIDDHAM REPETITION MARK-1     | Siddham-Wiederholungsmarke 1        |
| U+115C7 (71111) | 𑗇               | andere Interpunktion                    | links nach rechts           | SIDDHAM REPETITION MARK-2     | Siddham-Wiederholungsmarke 2        |
| U+115C8 (71112) | 𑗈               | andere Interpunktion                    | links nach rechts           | SIDDHAM REPETITION MARK-3     | Siddham-Wiederholungsmarke 3        |
| U+115C9 (71113) | 𑗉               | andere Interpunktion                    | links nach rechts           | SIDDHAM END OF TEXT MARK      | Siddham-Textendemarke               |